# Pražská defenestrace (1618)
Pražská defenestrace 23. května 1618 (označovaná jako třetí nebo druhá, pokud se jako druhá nepočítá defenestrace roku 1483) byla demonstrativním aktem odporu českých stavů vedených Jindřichem Matyášem Thurnem proti porušování Rudolfova majestátu, který zahájil české stavovské povstání a tím i třicetiletou válku. Při této akci byli z oken Pražského hradu vyhozeni královští místodržící Vilém Slavata z Chlumu a Košumberka a Jaroslav Bořita z Martinic a sekretář Filip Fabricius. Událost se obešla bez obětí na životech.

## Předchozí události

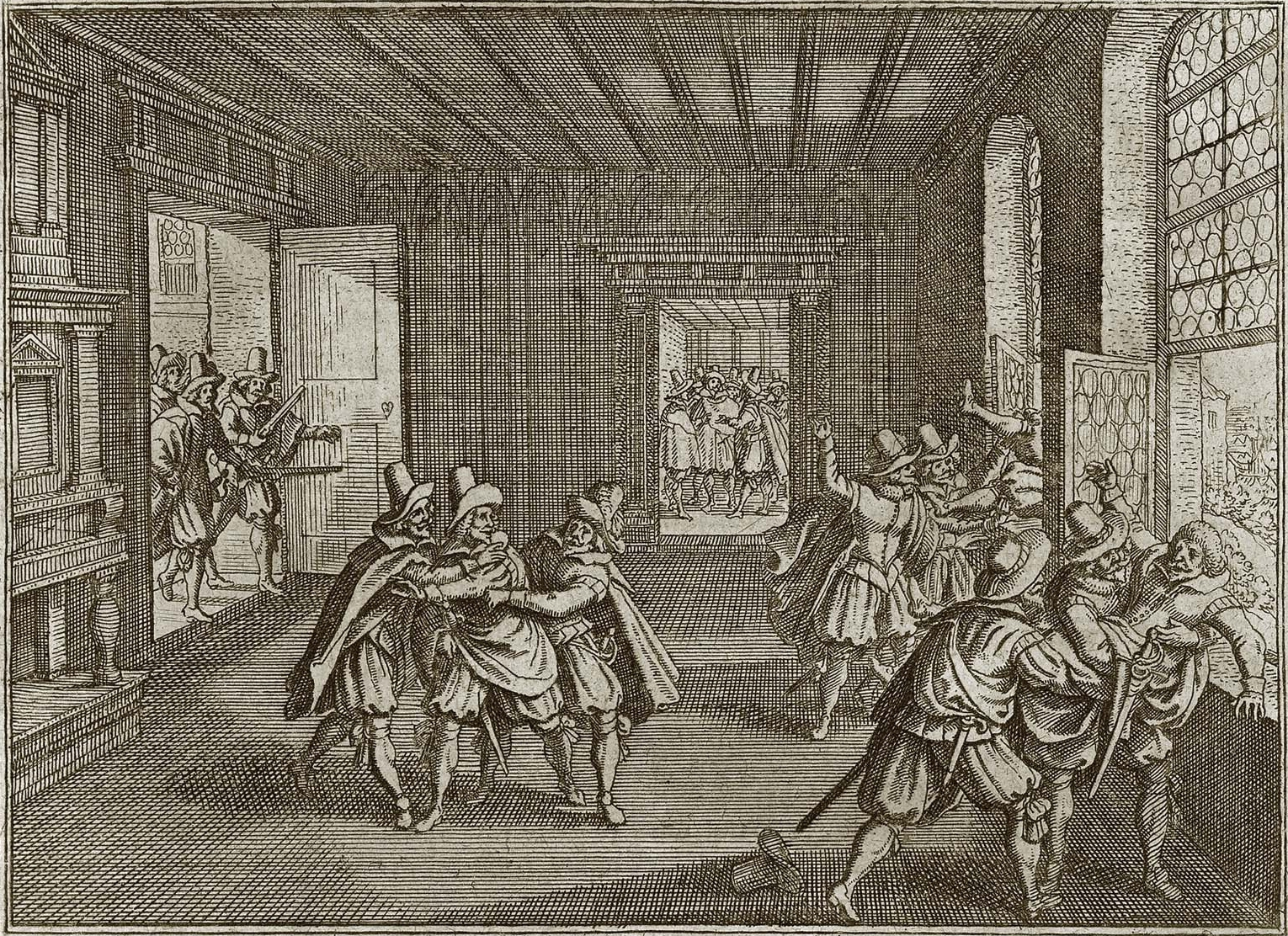
Pražská defenestrace roku 1618, soudobá mědirytina z Theatrum Europaeum

Po smrti Rudolfa II. se jeho bratr Matyáš opět snažil upevnit pozici katolické církve, jejíž již tak slabé postavení bylo ještě dále otřeseno tzv. Rudolfovým majestátem. Již v březnu roku 1618 se sešel stavovský sněm, záminka k jeho svolání byl vrchnostenský příkaz uzavřít dva protestantské kostely v městě Broumov, které tehdy patřilo řádu benediktinů a dokonce zbourání kostela v Hrobu patřícím pražskému arcibiskupství. Kostely byly postaveny luteránskými poddanými na pozemcích patřících katolické vrchnosti, a to bez jejího svolení. Jednalo se o porušení tehdy široce uznávané zásady Cuius regio, eius religio („Čí země, toho víra“), která byla v předbělohorské době považována za nedotknutelné právo majitelů panství. Základem sporu byl nejasný výklad Rudolfova majestátu, zda poddaní na církevním zboží mají stejné právo svobodné volby vyznání, jako poddaní na komorním (= královském) zboží. Je paradoxem, že na panstvích šlechtických neměli poddaní možnost volby vyznání, kdežto na panstvích patřících králi tuto volbu měli. Dne 21. a 22. května 1618 se sešel v Praze v Karolinu sjezd českých evangelických stavů, který odpovídal usnesení zemského sněmu z let 1609–10 v souvislosti s Rudolfovým majestátem. Dle tohoto usnesení měly české stavy právo svolat svými defensory (obhájci) „zvláštní sněm poradní“ na obhajobu svých skutečných i domnělých práv. Císařem a králem Matyášem byl však tento sjezd zakázán. Původcům sjezdu byl dáno na vědomí, že přesahují své kompetence, a proto císař sněm zakazuje dříve, „nežli by týž oheň víceji vznícen byl“. Zákon z roku 1609 však poskytoval další možnost smírného řešení sporu, a to zvláštní soud, osazený z poloviny katolíky a z poloviny evangelíky. Mělo se jednat o 24 vážených osob, jejichž výběr byl svobodnou volbou každé ze znesvářených stran. Na toto řešení však v nastalém napětí nikdo nepomyslel.

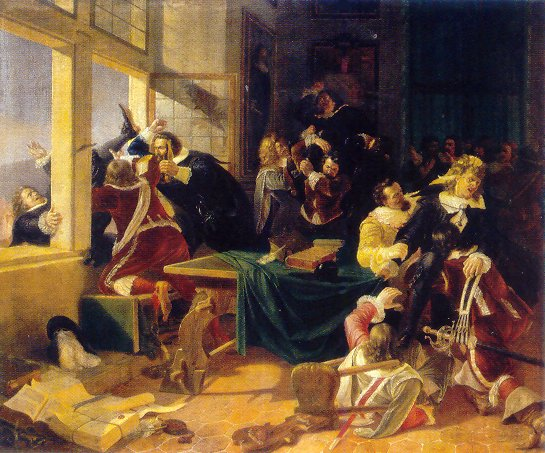
Karel Svoboda: Defenestrace

Vzhledem ke sporům táhnoucím se již od let 1609–10 během jednání o Rudolfově majestátu byli oba tehdejší královští místodržící Vilém Slavata z Chlumu a Košumberka a Jaroslav Bořita z Martinic považováni za původce zákazu sněmu (autorem formulace zákazu však byl ministr a císařův důvěrník kardinál Khlesl). A i díky tomu se vůči nim obrátil hněv nekatolických stavů. Císař také na poslední chvíli změnil zákaz na žádost o odklad sněmu, ale již to nebylo nic platné. Stavové vědomi si faktu, že podnikají věc velmi nebezpečnou, také usilovali o přízeň veřejného mínění, jakkoliv je tento pojem v počátcích 17. století věcí poměrně iluzorní. Nechali proto den před sjezdem ve všech kostelích pražských (výslovně česky i německy) přečíst výzvu, která měla tehdejší pražskou obec připravit na další události. Výzva také obsahovala mimo jiné prosbu Aby Pán Bůh ráčil srdce Jeho Milosti Císaře pána a krále našeho k milosti a lásce svých věrných poddaných nakloniti, ale také větu ale i aby srdce jejich milostivých pánů stavů posilnil a potvrdil. Z textu výzvy je patrno, že radikální roztržka s habsburským domem nebyla ještě na jaře roku 1618 na pořadu dne, nicméně stavovští předáci si byli vědomi vážnosti situace.

## Průběh události

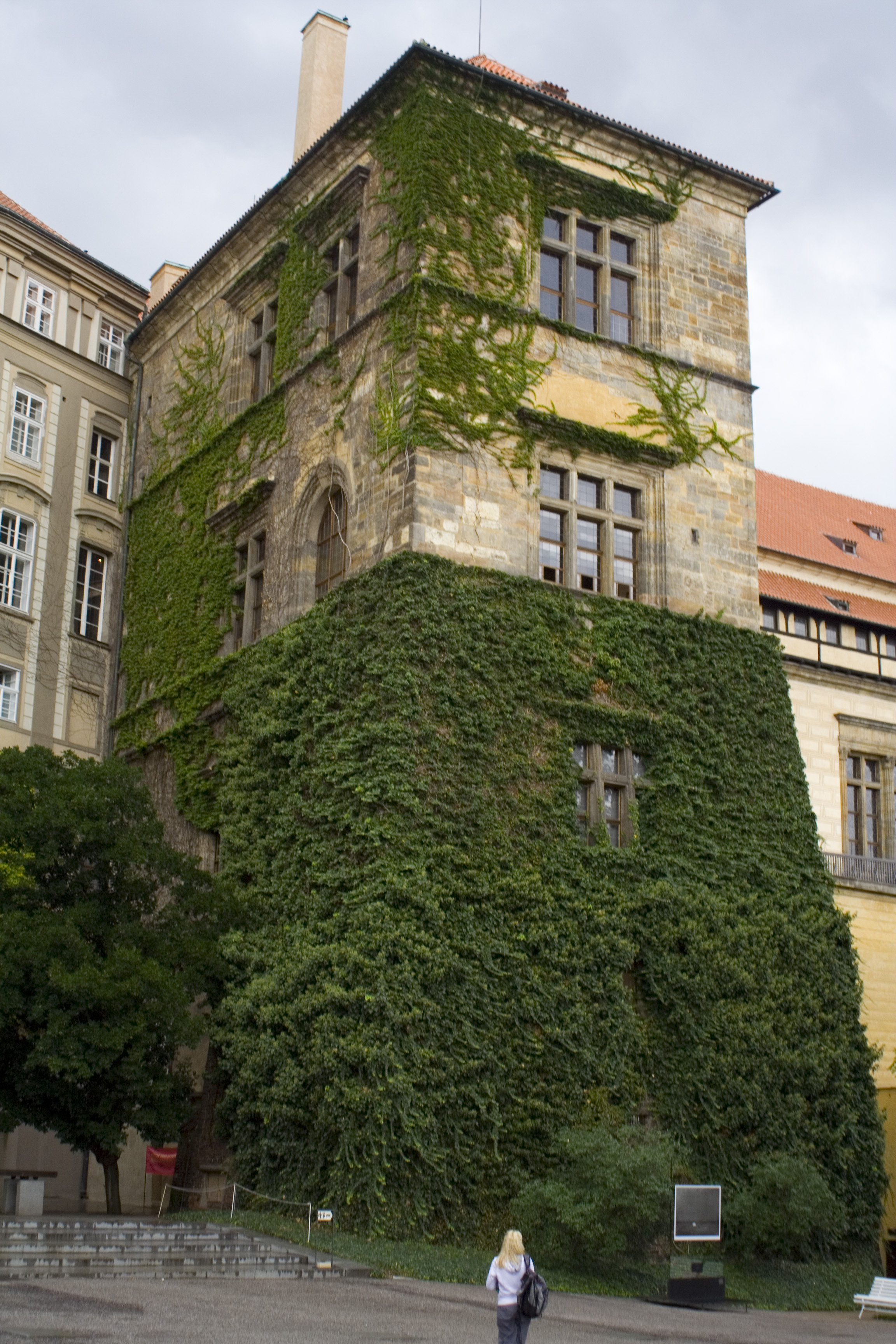
Ludvíkův palác, z jehož druhého patra byli místodržící vyhozeni

V úterý dne 22. května 1618 proběhlo v paláci Smiřických na malostranském náměstí jednání předáků stavovské opozice a na něm bylo rozhodnuto o provedení defenestrace hned nazítří. Následující den, ve středu, po osmé hodině ranní se vydali účastníci sněmu „s velikým houfem, na vozích, na koních i pěšky“ na Pražský hrad. Po poradě zahájené modlitbami v tzv. zeleném pokoji, kde se konávaly sněmy, odebrali se pod vedením Jindřicha Matyáše Thurna a Václava Budovce z Budova do Starého královského paláce do tehdejších místodržitelských kanceláří v Ludvíkově křídle. Zde zinscenovali improvizované soudní líčení proti dvěma ze čtyř přítomných ministrů, Vilému Slavatovi z Chlumu a Košumberka a Jaroslavu Bořitovi z Martinic. Po vzrušené debatě byli oba místodržící shledáni vinnými z rušení majestátu, nepřáteli stavů i obecného dobrého a odbojníky království Českého (velezrádci) a byli odsouzeni k smrti vyhozením z oken v druhém patře, která byla kolem 16–20 metrů nad zemí. Významným důkazem, že nešlo o momentální výbuch vzteku, je i fakt, že další dva přítomní členové zemské vlády, tj. nejvyšší purkrabí Adam ze Šternberka a Matouš Děpolt z Lobkovic, byli po provedení exekuce doprovozeni čestným průvodem z Hradu do svých bytů v pražských městech.
Je nutné dodat, že byl vynesen i rozsudek, který přečetl Pavel Říčan:
„Poněvadž stavové jsou v tom vskutku přesvědčeni, že oba pánové mají za rušitele Majestátu považováni být, proto prohlašují je za nepřátele své a obecního dobrého i za odbojníky království českého vůbec.“

První byl defenestrován Martinic. Podle tradičního podání při pádu stihl vykřiknout: „Jesu, Maria, miserere mei!“ Jeden ze stavů reagoval slovy: „Schválně, jestli mu ta jeho Marie pomůže.“ Když se poté podíval z okna do příkopu a viděl Martinice živého, zvolal: „U všech svatých! Ona mu pomohla!“ Poté byl defenestrován Slavata, který si při pádu těžce zranil hlavu o římsu, a sekretář Fabricius.
Všichni tři pád přežili. Defenestrovaní a katolická strana to přičítali zásahu Panny Marie. Naopak protestanti, jmenovitě Pavel Skála ze Zhoře a Václav Budovec z Budova tvrdili, že to bylo tím, že pod okny paláce bylo „nastláno“ listinami a jiným odpadem; Slavata to však popíral, udávaje: „z toho okna vyhozený ne měkce na papíry, ale tvrdě na kamení pod oknem ležící padl jsem, takže jsem se nemálo ztloukl a sobě hrubě na životě a zdraví ublížil.“
Podle moderních výzkumů by se na prudkém svahu dostatečně velké smetiště neudrželo (ani při archeologickém výzkumu se pod Ludvíkovým křídlem smetiště nenašlo); defenestrovaným spíše pomohl samotný prudký svah, po němž se jejich těla po dopadu smýkala. Oběti zřejmě ochránil i tehdejší tlustý oděv.

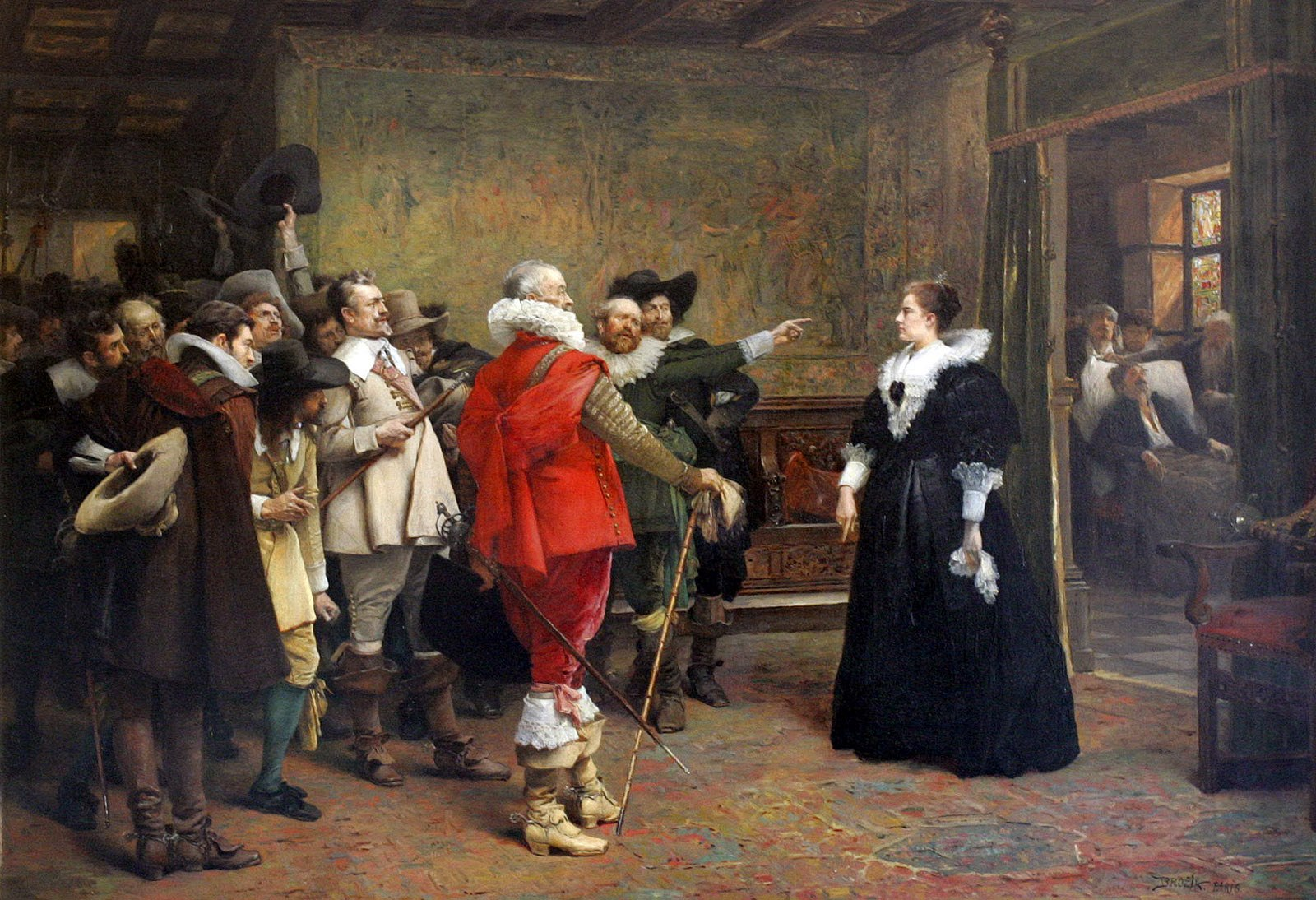
Hraběnka Polyxena z Lobkovic vzbouřencům místodržící nevydala.

Ke chvíli před vyhozením píše soudobý český spisovatel a historik, Pavel Skála ze Zhoře, ve své Historii české toto:
A tu teprve jeden každý soudil, že dolů z oken metáni budou. Ano i oni, když tomu porozuměli, že se s nimi nežertuje, ač prve nic pro svou vysokomyslnost a zpouru svou žádnému neříkali ani se nekořili, teď však teprve počali prositi, aby hrdlům jich uškozeno nebylo, ruce spínajíce a Boha prosíce, nohami o zemi zapírali a za milost žádali.

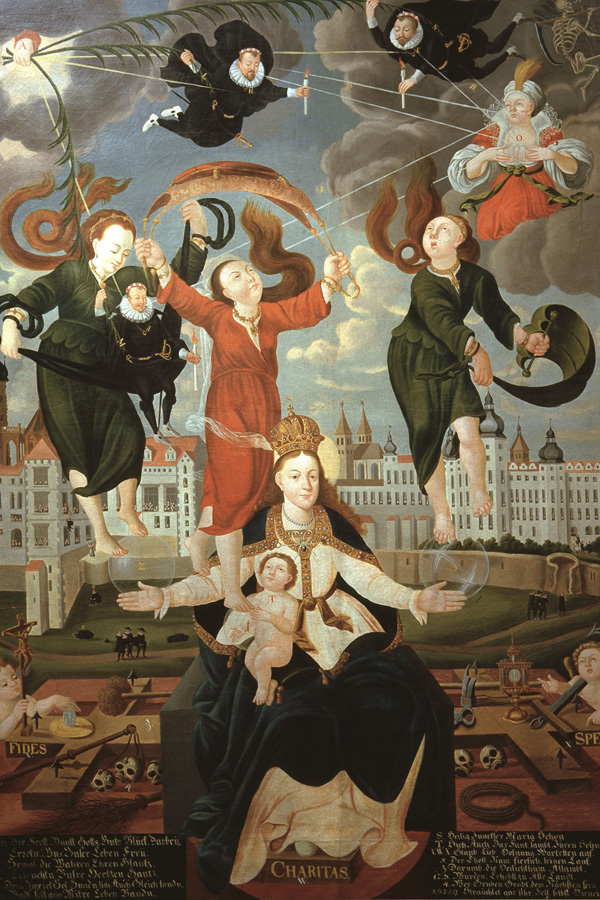
Zázračná záchrana místodržících
– votivní obraz V. Slavaty

Martinic po dopadu pomohl Slavatovi dojít do Lobkovického paláce, kde je přijala paní Polyxena. Fabricius utekl dolů k řece. Otřesený Slavata skončil v péči paní Polyxeny. Stavové nic víc proti němu nepodnikli; když se uzdravil, mohl se odebrat do Teplic na zotavení. Odtud po roce ujel do Sas. Zároveň se Slavatou a Martinicem byl vyhozen z okna vládní sekretář Filip Fabricius. Zůstal bez zranění, takže mohl přímo z příkopu dát se na útěk z města a dále do Vídně.
Martinic ještě téže noci uprchl do Bavorska. Dodnes na místech dopadu v Zahradě Na Valech stojí kamenné památníky vděčných místodržících.
Co stalo se na hradě, způsobilo v Praze, jejíž ulice a náměstí naplněny byly zástupy lidu, ohromné rozčilení, ale Thurn se postaral, aby k výtržnostem proti katolíkům nebo židům nedošlo. Dne následujícího zvolili shromáždění stavové, kteří se ustavili svémocně jako řádný sněm zemský a přisáhli vytrvati v obraně svých práv, v sněmovní síni na hradě pražském vládu třiceti direktorů, nařídili zemskou hotovost a zabavili k své ruce sněmovní daně dosud pro krále odváděné (nikoli jiné daně královské). Dne 26. května poslali zprávu o tom, co podnikli, a připravenou již písemnou obranu všeho (Apologii) králi do Vídně, ujišťujíce, že všechny kroky jejich směřují jen k obraně proti praktikantům a nevěrným synům vlasti. Nechtějí, tvrdili, podniknout ničeho proti císaři, jehož věrnými a poslušnými poddanými zůstávají.

### Literatura

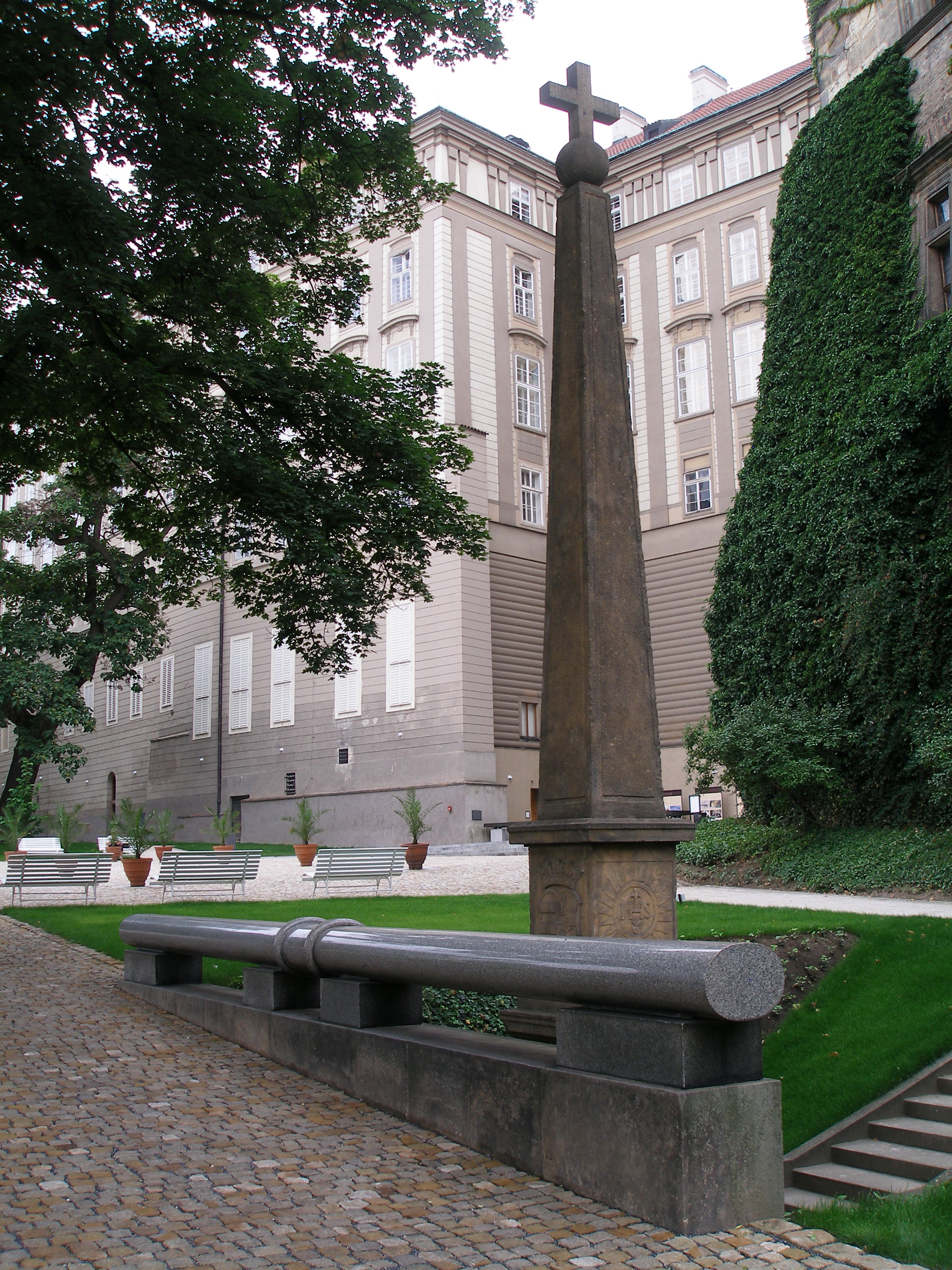
Barokní sloup označující místo dopadu Slavaty

## Slovy Dačického
| „                            | [1618] Nikdo v to nevkročoval a pokoj do Čech nechtěl, různice, sváda, Mars byli pohotově jako bratři. Když se nepřátelství mezi stavy v Čechách rozjítřilo, rozhorlili se někteří ze strany evangelické a nerozváživše, co z toho pojde, srotili se, vybrali na Pražský hrad a tu někteří vešli úprkem do české kanceláře, kde byli páni místodržící v radě a zmocnili se jich. Když na ně sáhli, dva, pana Viléma Slavatu, který byl prve religionu evangelického a k římskému náboženství přistoupil, a pana Jaroslava z Martinic Smečanského a s nimi sekretáře Filipa ven z oken do hradského příkopu pod kanceláří vyházeli. Dali jim za vinu, že usilovali o zahubení evangelických a jejich religionu, vrchnost proti nim pozdvihovali a popuzovali, v nenávist uvozovali, zemské úřady sobě osobovali a svým k tomu napomáhali, ve všem evangelické pomíjeli a nátisky jim činili a vše bez obce že sami podle své vůle konali. Proti tomu praveno, že evangeličtí předsevzali pozdvižení ze závisti a z nepřízně zemských úřadů, z povýšení a z opovržení s právem Království českého, sami se učinili žalobníky, svědky a soudci a na sídlo Jeho Milosti Císařské sáhli. Actum toho vyházení ve středu po neděli Křížové tak řečené, 23. máje před památkou Nanebevstoupení Krista Pána. S podivením bylo, že nikdo tím vyházením nebyl usmrcen a zůstali živi, jak mohli se opatřili. V městech pražských byl z toho strach, a proto mnozí se skryli a zujížděli. | “ |
| — Mikuláš Daczický z Heslowa | |   |